# Лужки (Палехський район)
Лужки (рос. Лужки) — присілок в Палехському районі Івановської області Російської Федерації.
Населення становить 202 особи. Входить до складу муніципального утворення Раменське сільське поселення.

## Історія
Від 2005 року входить до складу муніципального утворення Раменське сільське поселення.

## Населення
| 1859 | 1905 | 2002 | 2010 |
| ---- | ---- | ---- | ---- |
| 233  | ↘152 | ↗231 | ↘202 |